# فيل كورنويل
فيل كورنويل (بالإنجليزية: Phil Cornwell)‏ هو ممثل بريطاني، ولد في 5 أكتوبر 1957 في المملكة المتحدة.

## أعمال

### أفلام
- (2010) صنع في داجنهام[4]

## وصلات خارجية
- فيل كورنويل على موقع IMDb (الإنجليزية)
- فيل كورنويل على موقع ألو سيني (الفرنسية)
- فيل كورنويل على موقع ميوزك برينز (الإنجليزية)
- فيل كورنويل على موقع أول موفي (الإنجليزية)
- فيل كورنويل على موقع قاعدة بيانات الأفلام السويدية (السويدية)
- فيل كورنويل على موقع ديسكوغز (الإنجليزية)
- فيل كورنويل على موقع قاعدة بيانات الفيلم (الإنجليزية)
- فيل كورنويل على موقع كينوبويسك (الروسية)